# Pristimantis cruentus
Pristimantis cruentus är en groddjursart som först beskrevs av Peters 1873.  Pristimantis cruentus ingår i släktet Pristimantis och familjen Strabomantidae. IUCN kategoriserar arten globalt som livskraftig. Inga underarter finns listade i Catalogue of Life.